# Goruńsko
Goruńsko (niem. Grunzig) – wieś w Polsce położona w województwie lubuskim, w powiecie międzyrzeckim, w gminie Bledzew.

## Nazwa
Po raz pierwszy wymieniona w 1293 jako Grancze, 1307 Grunz, 1312 Grunciko, 1315 Grunsko, Gruciko, 1413 Gorunsko, 1418 Gorzwnsko, 1564/65 Gorenisko, 1944 Grunzig .
Prawdopodobnie pochodzi od nazwy osobowej Gorun z dodanym sufiksem -sko oznaczającym przynależność do czegoś.

## Historia
Miejscowość ma metrykę średniowieczną i istnieje co najmniej od XIII wieku. W 1293 roku była wsią szlachecką należącą do Teodora syna Szymona, któremu nadał ją komes Voych de Lubolov kasztelan zbąszyński .
W latach 1312, 1315 wymieniona została w dokumentach przy opisie sąsiedniego Bledzewa oraz wsi Sokola Dąbrowa. Dokument ustalał granice między miejscowościami i odnotował oznaczenie ich kopcami wzniesionymi przez Wyczesława oraz Beniamina .
Z opisu wsi z 1565 roku wynika, że miejscowość została podzielona między braci Mikołaja i Abrahama Bukowieckich .
W latach 1975–1998 miejscowość administracyjnie należała do województwa gorzowskiego.

## Mauzoleum
500 metrów na południowy zachód od wioski znajduje się popadający w ruinę monumentalny grobowiec dawnych właścicieli Grunzig – rodziny Büttner. Prowadzi do niego pięknie zakomponowana, posiadająca status pomnika przyrody aleja okazałych dębów. Nad kolumnami budowli wznosi się zmurszały tympanon, pod którym odczytać można napis Erbbegräbnis der Familie Büttner (Grób rodziny Büttner). W ażurowym wnętrzu mauzoleum, we wnęce na tylnej ścianie stoi rodzaj amfory. W wyłożonej niedużymi kafelkami podłodze znajduje się otwarta i pusta komora grobowa. W 2019 roku Urząd Gminy Bledzew wykonał prace porządkowe przy grobowcu.